# Hiba Raouf
Pour les articles homonymes, voir Raouf.
Hiba Raouf, née le 16 novembre 1994, est une karatéka marocaine.

## Carrière
Hiba Raouf est médaillée d'or en kumite dans la catégorie des moins de 50 kg aux championnats d'Afrique 2012 à Rabat.